# Campionato mondiale femminile di pallacanestro Under-19 2015
L'11º Campionato mondiale femminile di pallacanestro Under-19 (noto anche come 2015 FIBA Under-19 World Championship for Women, in russo 2015 Чемпионат мира ФИБА среди юношей до 19 лет среди женщин) si è svolto in Russia nelle città di Čechov e Vidnoe, dal 18 al 26 luglio 2015.

## Classifica finale
| Campione del Mondo | Campione del Mondo | Campione del Mondo |
| --- | ------------------ | --- |
| Stati Uniti under 194 Dangerfield, 5 Ortiz, 6 Patberg, 7 Thomas, 8 Stevens, 9 White, 10 Collier, 11 Moore, 12 Slocum, 13 Cox, 14 Wilson, 15 Anigwe, All. Dawn Staley |                    | |
| Argento | Russia             | Russia under 194 Musina, 5 Vadeeva, 6 Ogun, 7 Kolosovskaja, 8 Kuplinova, 9 Levčenko, 10 Sema, 11 Zav'jalova, 12 Burovaja, 13 Majga, 14 Bratčikova, 15 Krymova, All. Dmitrij Donskov           |
| Bronzo | Australia          | Australia under 194 Tupaea, 5 Wallace, 6 Pirini, 7 Sharp, 8 Farrah-Seaton, 9 Froling, 10 Magbegor, 11 Scherf, 12 Smith, 13 Horvat, 14 Dennis, 15 Maley, All. Paul Goriss                      |
| 4. | Spagna             | Spagna under 194 Raventos, 5 Cazorla, 6 Calvo, 7 Lo Sylla, 8 Salvadores, 9 Quevedo, 10 Flores, 11 Togores, 12 Orts, 13 Conde, 14 López, 15 Zaragoza, All. José López                          |
| 5. | Francia            | Francia under 194 Makosso, 5 Limousin, 6 Majekodunmi, 7 Milapie, 8 Legrand, 9 Dambach, 10 Ducret, 11 Girardet, 12 Mosengo-Masa, 13 Combes, 14 Cirgue, 15 Turmel, All. Julien Egloff           |
| 6. | Belgio             | Belgio under 194 Ramette, 5 Allemand, 6 Ouahabi, 7 Devliegher, 8 Mense, 9 Resimont, 10 Maesschalck, 11 Bastiaenssen, 12 Nauwelaers, 13 Henket, 14 Mpoyi Wa Mpoyi, 15 Geldof, All. Arvid Diels |
| 7. | Cina               | Cina under 194 Wang H., 5 Zhang M., 6 Wang M., 7 Qi, 8 Xing, 9 Sun, 10 Zhu, 11 Mi, 12 Ha, 13 Dilana, 14 Liu, 15 Zhang T., All. Cong Xuedi                                                     |
| 8. | Canada             | Canada under 194 Kirkpatrick, 5 Gilles, 6 Atkinson, 7 Provo, 8 Garven, 9 Piggin, 10 Carleton, 11 Yearwood, 12 Corbin, 13 Kessler, 14 Chandler, 15 Creighton, All. Richard Chambers            |
| 9. | Paesi Bassi        | Paesi Bassi under 194 Kuijt, 5 Cornelius, 6 Kantebeen, 7 den Heeten, 8 Vos, 9 Fokke, 10 Westerik, 11 van Kleef, 12 van Schie, 13 Bouman, 14 Hof, 15 Joosten, All. Remy de Wit                 |
| 10. | Brasile            | Brasile under 194 Nany, 5 Nazinha, 6 Thayná, 7 Aline, 8 Kananda, 9 Larissa, 10 Nonato, 11 Lays, 12 Vitória, 13 Gabriela, 14 Bianca, 15 Monique, All. Guilherme Vos                            |
| 11. | Serbia             | Serbia under 194 Zec, 5 Stevanović, 6 Jokić, 7 Šubašić, 8 Bogićević, 9 Arsenić, 10 Katanić, 11 Nogić, 12 Vučković, 13 Vojinović, 14 Ilić, 15 Bojović, All. Zoran Tir                          |
| 12. | Mali               | Mali under 194 Diakité, 5 Soumaré, 6 N'Diaye, 8 K. Keita, 9 Bagayoko, 10 Konaré, 11 K. Maïga, 12 Traoré, 13 M. Coulibaly, 14 A. Keita, 15 Dakouo, 16 A. Coulibaly, All. Mohamed Maïga         |
| 13. | Corea del Sud      | Corea del Sud under 194 Lee Ju., 5 Kim Hyeong-gyeong, 6 Kim Hyeon-a, 7 Lee Ji., 8 Cha, 9 Park, 10 Eom, 11 Lee H., 12 Yu, 13 Jin, 14 Kim S., 15 Kim Y., All. Jeong Mi-ra                       |
| 14. | Taiwan             | Template:Repubblica di Cina femminile Under-19 pallacanestro mondiale 2015 |
| 15. | Argentina          | Argentina under 194 Llorente, 5 García, 6 Giustiniani, 7 Leiva, 8 Rodighero, 9 Armesto, 10 Laviero, 11 Arture, 12 Albuerne, 13 Delabarba, 14 Lara, 15 Mungo, All. Hernán Amaya                |
| 16. | Egitto             | Egitto under 194 Abdelhamid, 5 Talaat, 6 Kandil, 7 Selaawi, 8 Maged, 9 Nady, 10 Amr, 11 Salem, 12 Abdelnabi, 13 Rehan, 14 Mamdouh, 15 Elgedawy, All. Sherif Azmy                              |